# Yua thomsonii
Yua thomsonii là một loài thực vật hai lá mầm trong họ Nho. Loài này được (M.A. Lawson) C.L. Li miêu tả khoa học đầu tiên năm 1990.